# Ferrari Purosangue
Ferrari Purosangue (Type F175) este un SUV produs de Ferrari, care urmează să fie lansat în 2023 cu un motor V12 cu aspirație naturală.
A fost prezentat oficial pe 13 septembrie 2022.